# Бріме-де-Урс
Бріме-де-Урс (ісп. Brime de Urz) — муніципалітет в Іспанії, у складі автономної спільноти Кастилія-і-Леон, у провінції Самора. Населення — 136 осіб (2010).
Муніципалітет розташований на відстані близько 260 км на північний захід від Мадрида, 60 км на північ від Самори.

## Демографія
Динаміка населення (INE ):